# Хайер (тауншип, Миннесота)
Хайер (англ. Heier) — тауншип в округе Маномен, Миннесота, США. На 2000 год его население составило 154 человека.

## География
По данным Бюро переписи населения США площадь тауншипа составляет 93,7 км², из которых 86,9 км² занимает суша, а 6,8 км² — вода (7,24 %).

## Демография
По данным переписи населения 2000 года здесь находились 154 человека, 56 домохозяйств и 44 семьи. Плотность населения —  1,8 чел./км². На территории тауншипа расположено 67 построек со средней плотностью 0,8 построек на один квадратный километр. Расовый состав населения: 85,71 % белых, 5,19 % коренных американцев, 0,65 % азиатов и 8,44 % приходится на две или более других рас.
Из 56 домохозяйств в 39,3 % воспитывались дети до 18 лет, в 66,1 % проживали супружеские пары, в 8,9 % проживали незамужние женщины и в 21,4 % домохозяйств проживали несемейные люди. 19,6 % домохозяйств состояли из одного человека, при том 7,1 % из — одиноких пожилых людей старше 65 лет. Средний размер домохозяйства — 2,75, а семьи — 3,16 человека.
29,2 % населения — младше 18 лет, 5,8 % — в возрасте от 18 до 24 лет, 29,2 % — от 25 до 44, 26,6 % — от 45 до 64, и 9,1 % — старше 65 лет. Средний возраст — 39 лет. На каждые 100 женщин приходилось 129,9 мужчин. На каждые 100 женщин старше 18 приходилось 109,6 мужчин.
Средний годовой доход домохозяйства составлял 34 167 долларов, а средний годовой доход семьи —  42 917 долларов. Средний доход мужчин —  17 250  долларов, в то время как у женщин — 20 417. Доход на душу населения составил 15 290 долларов. За чертой бедности находились 5,9 % семей и 7,3 % всего населения тауншипа, из которых 8,8 % младше 18 и 15,4 % старше 65 лет.